# Tapley Seaton
Sir Samuel Weymouth Tapley Seaton (Saint Kitts, 28 luglio 1950 – 29 giugno 2023) è stato un politico nevisiano, governatore generale dal 2015 al 2023.

## Biografia
Nato sull'isola di Saint Kitts, frequentò l'Università delle Indie occidentali, conseguendo una laurea in giurisprudenza. Studiò poi presso la Hugh Wooding Law School a Trinidad e Tobago e alla Norman Manley Law School, situata in Giamaica. Successivamente si trasferì a Bordeaux, Francia, dove si diplomò in lingua francese presso l'Università della città. Inoltre studiò anche ad Ottawa, capitale del Canada.

### Carriera politica
Dopodiché entrò a far parte del servizio giudiziario statale, servendo anche come cancelliere della Corte Suprema. Nel 1980 occupò la carica di procuratore generale di Saint Kitts e Nevis, prestando servizio fino al 1995. Nel 1988 divenne Queen's Counsel.
Nel maggio 2015 diventò governatore generale ad interim dopo le dimissioni del politico Edmund Lawrence. Il 1º settembre successivo la regina Elisabetta II lo nominò ufficialmente governatore su consiglio del primo ministro Timothy Harris.
Rimase in carica fino al 31 gennaio 2023, venendo sostituito da Marcella Liburd. Il 29 giugno dello stesso anno morì all'età di 72 anni.